# Automaboule
Pour plus de détails, voir Fiche technique et Distribution.
Automaboule (titre original : Motor Mania) est un court métrage d'animation américain de la série de Dingo, réalisé par Jack Kinney et produit par les studios Disney, sorti le 30 juin 1950 aux États-Unis.

## Synopsis
Dingo après avoir été M. Walker, archétype du piéton moyen, prend le volant et devient M. Wheeler, un conducteur brutal et violent. À la fin de son périple, il se rend compte qu'en tant que piéton, il ne peut même plus traverser la rue.

## Fiche technique
- Titre : Automaboule
- Titre original : Motor Mania
- Autres titres[1] :
  - Suède : Dåren i trafiken
- Série : Dingo
- Réalisateur : Jack Kinney
- Scénariste : Dick Kinney, Milt Schaffer
- Voix: Pinto Colvig (Dingo), John McLeish (narrateur)
- Producteur : Walt Disney
- Production : Walt Disney Productions
- Animateur[1],[2] : Ed Aardal, Charles A. Nichols, John Sibley
- Layout: Al Zinnen
- Décors : Claude Coats
- Effets d'animation[1] : Jack Boyd
- Distributeur : RKO Radio Pictures et Buena Vista Pictures
- Musique: Paul J. Smith
- Pays d'origine :  États-Unis
- Langue : Anglais
- Format : Couleur (Technicolor) - Son : Mono (RCA Sound System)
- Durée : 6 min 40 s[2]
- Dates de sortie : 
  - États-Unis : 30 juin 1950[3]

## Voix françaises

### 1erdoublage (1951)
- Jean Rigaux : Narrateur / M. le piéton / M. le chauffard

### 2edoublage (1989)
- Roger Carel : Narrateur
- Roger Lumont : M. piéton / M. du volant

## Commentaires
- Ce film souhaite montrer la différence de comportement entre les piétons et les conducteurs, Dingo ayant ici celui digne de M. Jekyll/M. Hyde. Il pourrait être associé à la série des Comment (ne pas) faire....
- Ce film a été diffusé dans des écoles de conduite américaine[3].

## Voir  aussi